# Jurová jeskyně
Jurová jeskyně je jeskyně ležící v Křtinském údolí v Moravském krasu.
Jeskyně leží ve vzdálenosti 90 metrů od šachty ústící do Babické chodby Výpustku. Podle speleologa JUDr. Martina Kříže byla v této jeskyni pod slabou vrstvou humusu železitá hlína, která byla srovnávána s rudickými vrstvami. Proto byla označena tato jeskyně jako Jurová, též Jurská nebo Bílá.